# 八尾市立特別支援学校
八尾市立特別支援学校（やおしりつ とくべつしえんがっこう）は、かつて大阪府八尾市八尾木にあった公立特別支援学校。肢体不自由児および重複障害児を教育対象としていた。

## 沿革
- 1973年 - 八尾市立養護学校として創設
- 2007年 - 学校名を八尾市立特別支援学校に変更
- 2019年 - 閉校

## 学部
- 小学部
- 中学部

## 交通
- 近鉄大阪線 恩智駅より西へ徒歩15分。
- JR大和路線 志紀駅より北へ徒歩20分。